# André Cardinal Destouches
André Cardinal Destouches (Parigi, 6 aprile 1672 – Parigi, 7 febbraio 1749) è stato un compositore francese del periodo barocco.

## Biografia
Figlio di un ricco commerciante, Étienne Cardinal, signore di Touches, studiò dai gesuiti al Lycée Louis-le-Grand. Assieme a padre Tachard si recò in missione nel Siam nel 1687. Tornato in Francia un anno dopo, entrò nell'esercito e partecipò all'assedio di Namur nel 1692, scoprendo il suo talento musicale sui campi di battaglia. Decise pertanto di lasciare la carriera militare per perseguire le sue aspirazioni musicali. Studiò quindi con André Campra del quale prenderà poi il posto di sovrintendente alla musica, alla sua morte.
L'opera Issé di Destouches venne eseguita a Fontainebleau, alla presenza di Luigi XIV nel 1697. Il re rimase impressionato e disse di aver apprezzato la sua musica quanto quella di Jean-Baptiste Lully. Nel 1713 il re lo nominò ispettore generale dell'Académie royale de Musique. Tale incarico mantenne anche con Luigi XV. L'8 febbraio 1728 divenne direttore dell'Académie, ma vi rimase solo fino al 1730, dovendo poi cedere l'incarico ad altri amministratori.

## Opere
- Issé, pastorale héroïque, libretto di La Motte (1697)La pastorale héroïque registrata da LN Bestion Camboulas "Ensemble Les Surprises" Ambronay  Cod.ean: 3760135100538 /AMY 053
- Amadis de Grèce, tragédie lyrique, libretto di La Motte (1699)
- Marthésie, première reine des Amazones, tragédie lyrique, libretto di La Motte (1699)
- Omphale, tragédie lyrique, libretto di La Motte (1701)
- Le Carnaval et la Folie, comédie-ballet, libretto di La Motte (1703). L'opera venne ripresa per la prima volta nel 2007 al Académie d'Ambronay sotto la direzione di Hervé Niquet, con la messa in scena di Jacques Osinski e prodotta dal Centre Culturel d'Ambronay e dal teatro di Reims
- Callirhoé, tragédie lyrique, libretto di Pierre-Charles Roy (1712). L'opera venne registrata da Hervé Niquet e da Le Concert Spirituel per Glossa.
- Télémaque et Calypso, tragédie lyrique, libretto dell'abate Pellegrin (1714)
- Oenone cantate à voix seule avec symphonie, testo di La Motte (1716). Ripresa per la prima volta nel 2009 al Festival d'Ambronay dall'ensemble Les Ombres
- Sémiramis tragédie lyrique, libretto di Pierre-Charles Roy (1718)L'opera viene registrata da la etichetta "Chateau de Versailles" da Ensemble Les Ombres  Dirt: Sylvain Sartre, Coro du Concert Spirituel . Cod Ean: 3770011431465
- Sémélé cantate à voix seule avec symphonie, testo di La Motte (1719). Ripresa per la prima volta nel 2009 al Festival d'Ambronay dall'ensemble Les Ombres
- Les Élémens[3], opéra-ballet, in collaborazione con Delalande, libretto di Roy (1721)Opera-Ballet registrata da LN Bestion Camboulas "Ensemble Les Surprises" Ambronay cod ean: 3760135100460/ AMY 046
- Les Stratagèmes de l'Amour, ballet héroïque, libretto di Roy (1726)